# Degà del cos diplomàtic
El degà del cos diplomàtic és el cap de missió de rang més alt en un estat determinat i té precedència sobre els altres ambaixadors acreditats. En alguns països de tradició catòlica, al nunci apostòlic li correspon ser Degà pel sol fet de representar al Papa, i en els altres països el degà és el més antic dels ambaixadors, en funció de la data de la presentació de les seves cartes credencials o de la seva arribada al país, segons el criteri que amb caràcter uniforme s'hagi establert en l'estat receptor. Les funcions del degà són limitades i es redueixen a la d'actuar com a portaveu del cos diplomàtic en algunes cerimònies.